# Sisyrophora pfeifferae
Sisyrophora pfeifferae är en fjärilsart som beskrevs av Lederer 1863. Sisyrophora pfeifferae ingår i släktet Sisyrophora och familjen Crambidae. Inga underarter finns listade i Catalogue of Life.